# Сітанець-Волиця
Сітанець-Волиця (пол. Sitaniec-Wolica) — село в Польщі, у гміні Замостя Замойського повіту Люблінського воєводства.
Населення — 731 особа (2011).
У 1975-1998 роках село належало до Замойського воєводства.

## Демографія
Демографічна структура станом на 31 березня 2011 року:
|          | Загалом | Допрацездатний вік | Працездатний вік | Постпрацездатний вік |
| -------- | ------- | ------------------ | ---------------- | -------------------- |
| Чоловіки | 366     | 85                 | 242              | 39                   |
| Жінки    | 365     | 66                 | 223              | 76                   |
| Разом    | 731     | 151                | 465              | 115                  |